# Yasushi Sugiyama
Yasushi Sugiyama (杉山 寧, Sugiyama Yasushi, 20 octobre 1909 – 20 octobre 1993) est un peintre japonais des ères Shōwa et Heisei. Il est connu pour ses aquarelles de style nihon-ga.
Sugiyama naît en 1909 à Asakusa, fils ainé d'un propriétaire de papèterie. En 1928, Sugiyama s'inscrit à l'école d'art de Tokyo (à présent Université des beaux-arts et de la musique de Tokyo). Il fonde la rossogasha (瑠爽画社) avec Yamamoto Kyujin et Takayama Tatsuo et participe activement au mouvement de réforme du style nihon-ga. Ses peintures se caractérisent par leur tranquillité emplie d'un sentiment de sécurité, en raison de son excellente capacité de dessinateur et d'une construction solide.
En 1958, sa fille ainée épouse Yukio Mishima. « Parce qu'en tant que fille d'artiste, elle ne partage pas les illusions qu'ont la plupart des gens sur les artistes » suggère Mishima pour expliquer la raison de son choix.
En 1974, Sugiyama est honoré de l'Ordre de la Culture.
- Notices d'autorité :   - VIAF
  - ISNI
  - LCCN
  - GND
  - Japon
  - CiNii
  - Pays-Bas
  - WorldCat
- Ressources relatives aux beaux-arts :   - Bénézit
  - Grove Art Online
  - Institut national de recherche pour les biens culturels
  - RKDartists
  - Union List of Artist Names

## Source de la traduction
- (en) Cet article est partiellement ou en totalité issu de l’article de Wikipédia en anglais intitulé « Yasushi Sugiyama » (voir la liste des auteurs).